# Lục thảo lan
Lục thảo lan (danh pháp khoa học: Chlorophytum orchidastrum) là một loài thực vật có hoa trong họ Măng tây. Loài này được Lindl. mô tả khoa học đầu tiên năm 1824. Cây thân thảo lâu năm, có thế cao đến 80 cm. Phiến lá dài tới 20 cm, có nhiều gân phụ song song cách nhau 0,8-1,2 mm. Hoa tự chùm, tràng hoa màu trắng. Cây có thể chịu bóng, không chịu được gió bão. Lục thảo lan thường được sử dụng làm cây trang trí nội thất.

## Hình ảnh

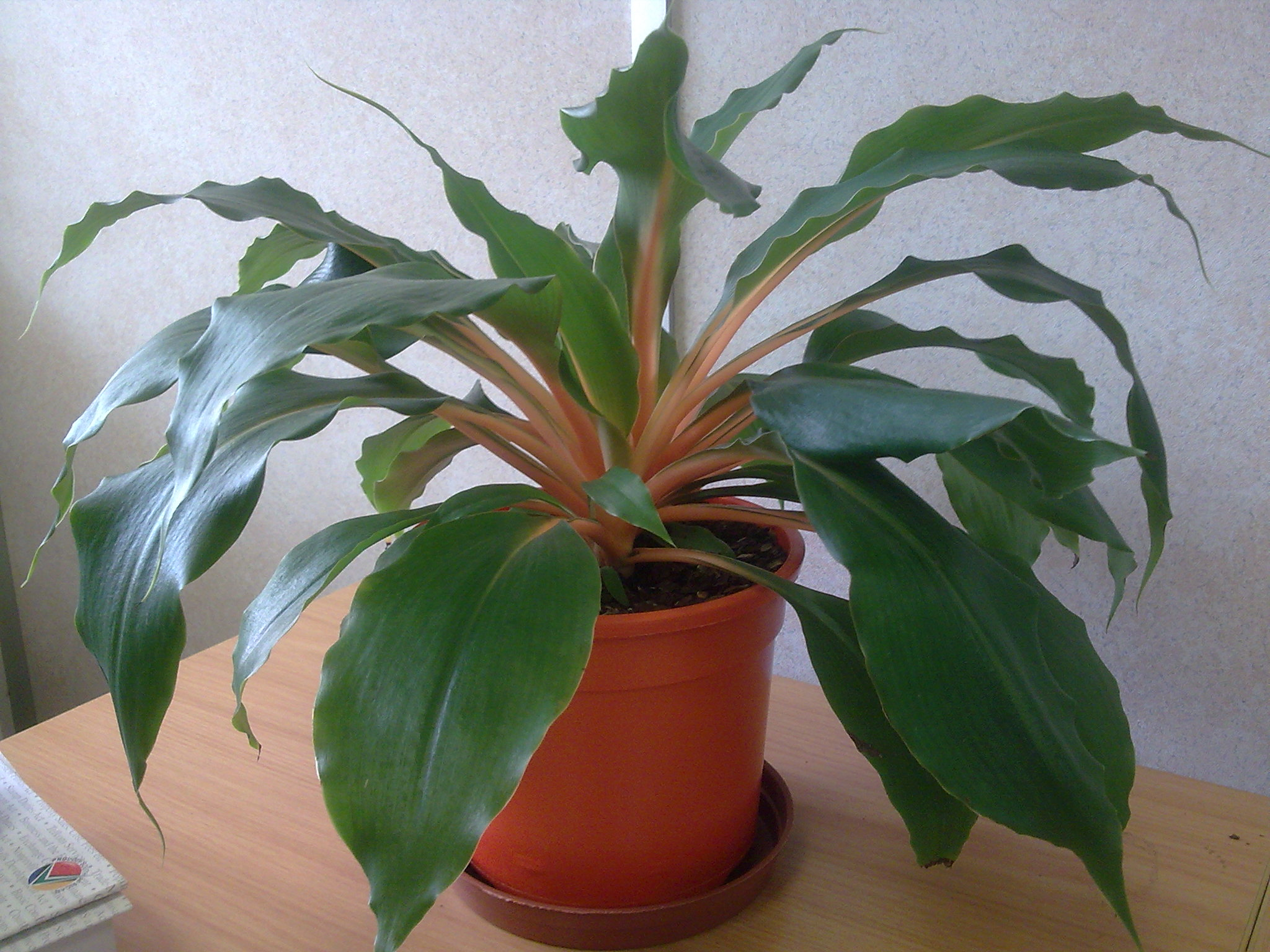
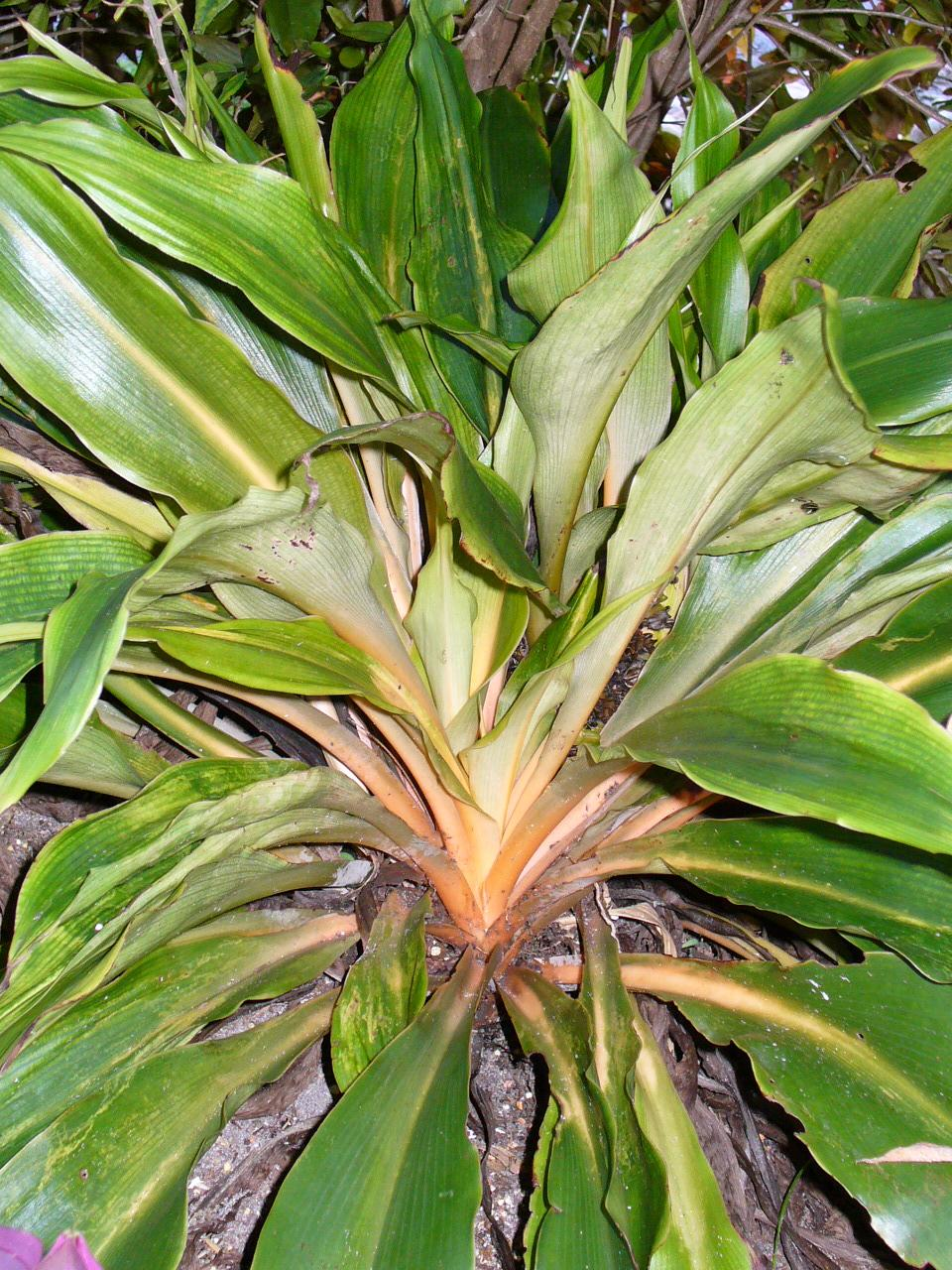
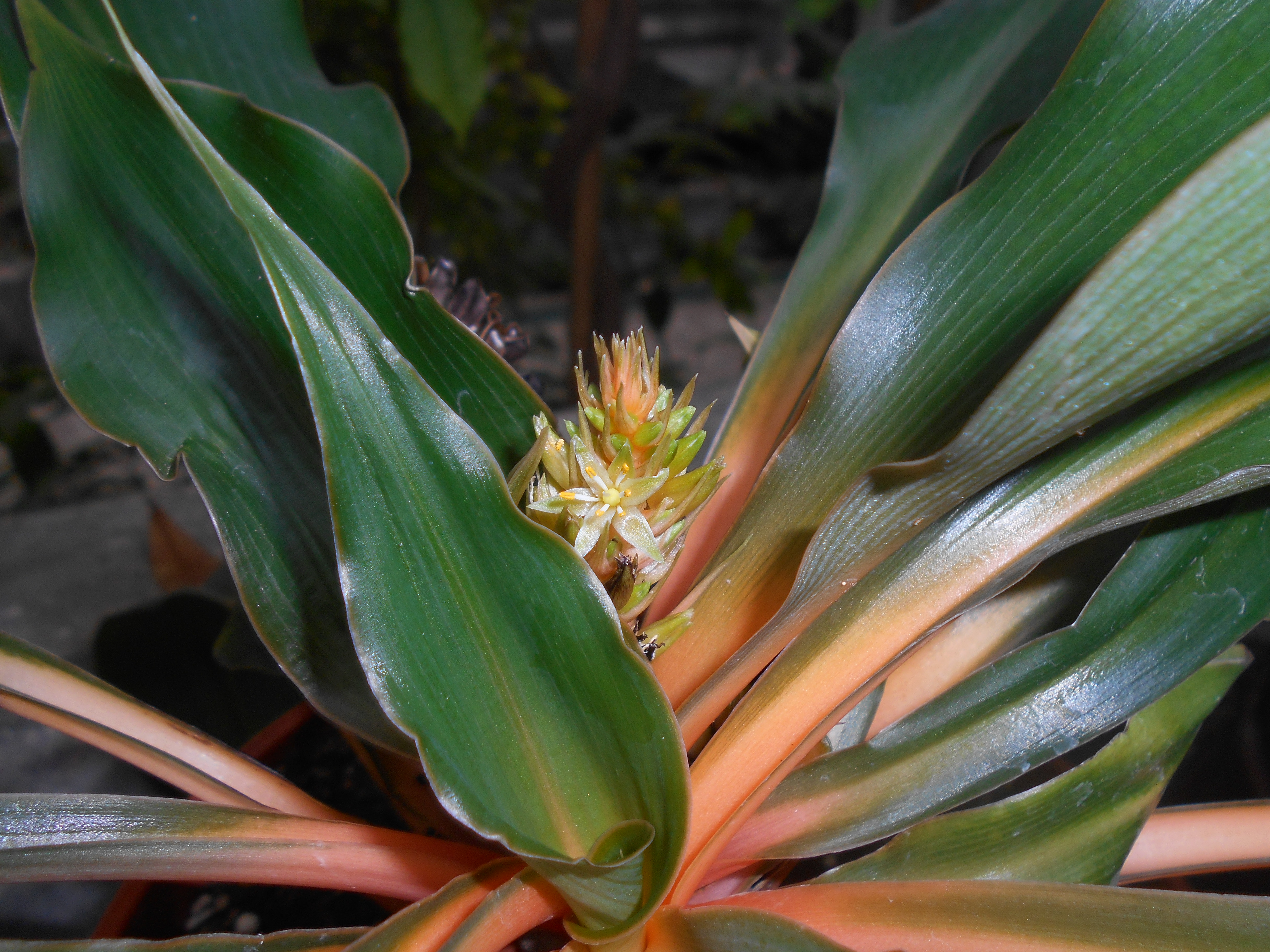